# Stemloze postalveolaire fricatief
De stemloze postalveolaire fricatief is een medeklinker die in het Internationaal Fonetisch Alfabet aangeduid wordt met [ʃ] en in het Nederlands veelal als <sj> geschreven wordt. De klank komt voor in vele talen, zoals het Engels, het Frans en het Duits. In het Nederlands komt de klank veelal in bastaard- of leenwoorden voor, maar is het ook te vinden in woorden als 'sjouwen', 'sjorren' en 'sjaal' . Tevens kan de klank teruggevonden worden in verkleinwoorden als resultaat van de combinatie van de letters s-j (bv. huisje).

## Symbool
Het symbool dat deze klank weergeeft, <ʃ>, is de letter esj, die geïntroduceerd werd door Isaac Pitman. Het X-SAMPA-equivalent is het symbool S. Een ander symbool, dat terugkomt in oudere taalkundige geschriften is de <š>, een s met een haček, die ontleend is aan het Tsjechische alfabet van Jan Hus.

## Kenmerken
- De wijze van articulatie is sibilant fricatief (sisklank), wat wil zeggen dat de klank geproduceerd wordt door een luchtstroom doorheen een groef in de tong op de plaats van articulatie, waardoor een wrijving van hoge frequentie hoorbaar wordt.
- De plaats van articulatie is palato-alveolair, dat is gewelfd postalveolair. Dat wil zeggen dat de klank uitgesproken wordt met het voorste deel van de tong achter het tandvlees, en het achterste gedeelte van de tong gewelfd (bijna) tegen het verhemelte.
- Het type van articulatie is stemloos. Dat wil zeggen dat de klank uitgesproken wordt zonder trilling van de stembanden.
- Het is een orale medeklinker, wat wil zeggen dat de lucht door de mond naar buiten stroomt.
- Het is een centrale medeklinker, wat wil zeggen dat de lucht over het midden van de tong stroomt, in plaats van langs de zijkanten.
- Het luchtstroommechanisme is pulmonisch-egressief, wat wil zeggen dat lucht uit de longen gestuwd wordt, in plaats van uit de glottis of de mond.

## Voorkomen
De klank [ʃ] wordt verschillend vertegenwoordigd in de andere talen, in het Engels als "sh", in het Duits als "sch" (voorbeelden: bush / Busch voor struik en shine / Schein voor glans). In het Frans, "ch" staat voor deze klank (chanter en tache voor zingen en vlek).
| Taal             | Taal              | Woord             | IPA            | Betekenis           | Opmerkingen                                                      |
| ---------------- | ----------------- | ----------------- | -------------- | ------------------- | ---------------------------------------------------------------- |
| Albanees         | Albanees          | shtëpi            | [ʃtəpi]        | 'huis'              |                                                                  |
| Arabisch         | Arabisch          | شمس               | [ʃɛ̈ms]         | 'zon'               |                                                                  |
| Baskisch         | Baskisch          | kaixo             | [kaiʃo]        | 'hallo'             |                                                                  |
| Bulgaars         | Bulgaars          | юнашки            | [junaʃki]      | 'heldhaftigerwijze' |                                                                  |
| Catalaans        | Catalaans         | xarel·lo          | [ʃaˈɾeɫɫo]     | 'muskaatdruif'      |                                                                  |
| Duits            | Duits             | schraffieren      | [ʃʁaˈfiːʁən]   | 'arceren'           | Soms ook sp... [ʃp] en st... [ʃt] Spiel und Stern (spel en ster) |
| Engels           | Engels            | sheep             | [ʃiːp]         | 'schaap'            |                                                                  |
| Esperanto        | Esperanto         | ŝelko             | [ʃelko]        | 'bretellen'         |                                                                  |
| Faeröers         | Faeröers          | sjúkrahús         | [ʃʉukrahʉus]   | 'ziekenhuis'        |                                                                  |
| Frans            | Frans             | cher              | [ʃɛʁ]          | 'duur, dierbaar'    |                                                                  |
| Galicisch        | Galicisch         | viaxe             | [bjaʃe]        | 'weg'               |                                                                  |
| Georgisch        | Georgisch         | შარი              | [ˈʃɑɾi]        | 'muggenziften'      |                                                                  |
| Hebreeuws        | Hebreeuws         | שלום              | [ʃalom]        | 'vrede'             |                                                                  |
| Hongaars         | Hongaars          | segítség          | [ʃɛgiːtʃeːg]   | 'hulp'              |                                                                  |
| Iers             | Iers              | sí                | [ʃiː]          | 'zij'               |                                                                  |
| Ilokano          | Ilokano           | siák              | [ʃak]          | 'ik'                |                                                                  |
| Italiaans        | Italiaans         | fasce             | [ˈfaʃʃe]       | 'bands'             |                                                                  |
| Kabardijns       | Kabardijns        | шыд               | [ʃɛd]          | 'ezel'              |                                                                  |
| Kabylisch        | Kabylisch         | ciwer             | [ʃiwər]        | 'raadplegen'        |                                                                  |
| Kroatisch        | Kroatisch         | šuma              | [ʃûma]         | 'woud'              |                                                                  |
| Lets             | Lets              | šalle             | [ˈʃalle]       | 'sjaal'             |                                                                  |
| Lingala          | Lingala           | shakú             | [ʃakú]         | 'grijze papegaai'   |                                                                  |
| Litouws          | Litouws           | šarvas            | [ˈʃarvas]      | 'pantser, bolster'  |                                                                  |
| Maltees          | Maltees           | x'ismek           | [ʃismek]       | 'hoe heet je?'      |                                                                  |
| Nederlands       | Nederlands        | sjabloon          | [ʃabloːn]      |                     | Soms ook [sʲ]                                                    |
| Noors            | Bokmål            | sky               | [ʃyː]          | 'wolk'              |                                                                  |
| Noors            | Nynorsk           | sjukehuset        | [ˈʃʉːkəˈhʉːsə] | 'ziekenhuis'        |                                                                  |
| Occitaans        | Auvergnat         | maissant          | [meˈʃɔ̃]        | 'slecht'            |                                                                  |
| Occitaans        | Limousin          | son               | [ʃũ]           | 'zijn'              |                                                                  |
| Occitaans        | Gascons           | maishant          | [maˈʃan]       | 'slecht'            |                                                                  |
| Portugees        | Portugees         | cheirar           | [ʃeiˈɾaɾ]      | 'ruiken'            |                                                                  |
| Roemeens         | Roemeens          | şefi              | [ʃefʲ]         | 'bazen'             |                                                                  |
| Romani           | Vlach Romani      | deš               | [deʃ]          | 'tien'              |                                                                  |
| Schots-Gaelisch  | Schots-Gaelisch   | seinn             | [ʃeiɲ]         | 'zing'              |                                                                  |
| Servisch         | Servisch          | двориште/dvorište | [ʃola]         | 'tuin'              |                                                                  |
| Sloveens         | Sloveens          | šóla              | [ʃola]         | 'school'            |                                                                  |
| Somali           | Somali            | shan              | [ʃan]          | 'vijf'              |                                                                  |
| Swahili          | Swahili           | kushoto           | [kuʃoto]       | 'bomen'             |                                                                  |
| Tagalog          | Tagalog           | silya             | [ˈsiljɐ]       | 'stoel'             |                                                                  |
| Tsjechisch       | Tsjechisch        | kaše              | [kaʃɛ]         | 'pap'               |                                                                  |
| Tunica           | Tunica            | [ˈsiljɐ]          | [ˈsiljɐ]       | 'stoel'             |                                                                  |
| Turks            | Turks             | güneş             | [gyˈneʃ]       | 'zon'               |                                                                  |
| Urdu             | Urdu              | شکریہ             | [ʃʊkriːaː]     | 'dank je'           |                                                                  |
| Welsh            | Standard          | siarad            | [ˈʃɑrad]       | 'spreek'            |                                                                  |
| Welsh            | Southern dialects | mis               | [miːʃ]         | 'maand'             |                                                                  |
| West-Lombardisch | Canzés            | cib               | [ʃǐp]          | 'tien'              |                                                                  |
| Zhuang           | Zhuang            | roek              | [ʁɔ̌k]          | 'zes'               |                                                                  |

Deze pagina bevat fonetische informatie in het IPA, die in sommige browsers mogelijk niet correct wordt weergegeven.
Waar symbolen in paren voorkomen, vertegenwoordigt het rechter teken een stemhebbende medeklinker. Gearceerde gebieden bevatten medeklinkers die worden beschouwd als onuitspreekbaar.
Zie ook: IPA, Klinkers